# Water of Love
"Water of Love" is een nummer van de Britse band Dire Straits. Het nummer verscheen op het naar de groep vernoemde debuutalbum uit 1978. In oktober van dat jaar werd het nummer uitgebracht als de tweede en laatste single van het album.

## Achtergrond
"Water of Love" is geschreven door zanger en gitarist Mark Knopfler en geproduceerd door Muff Winwood, de broer van Steve Winwood. Het nummer stond, samen met onder anderen "Sultans of Swing", op de demo die de band naar radiopresentator Charlie Gillett stuurde. Gillett draaide de tape tijdens zijn programma en zorgde er zo mede voor dat de band hun eerste platencontract kon tekenen. Knopfler omschreef "Water of Love" als een van zijn nummers die hij vanuit zijn eigen oogpunt schreef, in plaats van zichzelf in de schoenen van een ander te verplaatsen. Hij vertelde dat hij het nummer schreef omdat hij "het zo beu was. Ik dacht dat ik nergens heen ging. Ik kon mijn toekomst zien, het rekte zich voor me uit, lang en guur."
"Water of Love" werd in enkele landen als single uitgebracht. In Australië bereikte het plaats 54 in de hitlijsten. In Nederland werd de single als dubbele A-kant met "Down to the Waterline" uitgegeven. Het kwam niet in de Top 40 terecht en bleef steken op de tiende plaats in de Tipparade. Daarentegen bereikte het wel plaats 28 in de Nationale Hitparade. Het nummer staat nog altijd in de Top 2000, met een onafgebroken reeks sinds 2002.
Diverse critici vonden de stijl van "Water of Love" lijken op de bluesaanpak van J.J. Cale. Anderen konden invloeden uit de countrymuziek horen. Het is een van de vijf nummers waar de uitgeverij van Knopfler countrydemo's van maakte zonder zijn toestemming, waardoor er een aantal countrycovers van zijn nummers werden uitgebracht. Zo werd een cover van The Judds uitgebracht als single in Duitsland; Knopfler speelde gitaar op deze versie.

## Hitnoteringen

### Nationale Hitparade
| Hitnotering: 18-11-1978 t/m 09-12-1978 | Hitnotering: 18-11-1978 t/m 09-12-1978 | Hitnotering: 18-11-1978 t/m 09-12-1978 | Hitnotering: 18-11-1978 t/m 09-12-1978 | Hitnotering: 18-11-1978 t/m 09-12-1978 | Hitnotering: 18-11-1978 t/m 09-12-1978 |
| Week                                   | 1                                      | 2                                      | 3                                      | 4                                      |                                        |
| -------------------------------------- | -------------------------------------- | -------------------------------------- | -------------------------------------- | -------------------------------------- | -------------------------------------- |
| Positie                                | 37                                     | 28                                     | 32                                     | 40                                     | uit                                    |

### NPO Radio 2 Top 2000
| Nummer met noteringen in de NPO Radio 2 Top 2000 | '99 | '00-'01 | '02 | '03  | '04  | '05  | '06  | '07  | '08  | '09  | '10  | '11  | '12  | '13  | '14  | '15  | '16  | '17  | '18  | '19  | '20  | '21  | '22  | '23  | '24  |
| ------------------------------------------------ | --- | ------- | --- | ---- | ---- | ---- | ---- | ---- | ---- | ---- | ---- | ---- | ---- | ---- | ---- | ---- | ---- | ---- | ---- | ---- | ---- | ---- | ---- | ---- | ---- |
| Water of Love                                    | 981 | -       | 933 | 1001 | 1217 | 1184 | 1224 | 1685 | 1317 | 1634 | 1372 | 1731 | 1596 | 1632 | 1654 | 1749 | 1929 | 1914 | 1866 | 1998 | 1716 | 1776 | 1770 | 1814 | 1649 |

1. ↑  Een '-' betekent dat het nummer niet was genoteerd en een vetgedrukt getal geeft de hoogste notering aan.

Mark Knopfler · John Illsley
Guy Fletcher · Alan Clark · David Knopfler · Pick Withers · Hal Lindes · Terry Williams · Jack Sonni